# Matt Lintz
Matthew Collins "Matt" Lintz, född 23 maj 2001 i Fargo i Georgia, är en amerikansk skådespelare. Han är mest känd för att spela tonårsversionen av karaktären Henry i AMC-serien The Walking Dead (2018–2019), samt Bruno Carrelli i Disney+ miniserie Ms. Marvel (2022).

## Karriär
Matthew Lintz karriär påbörjades redan vid fyra års ålder, då han medverkade i en del reklamfilmer på TV. Han gjorde sedan sin officiella skådespelardebut år 2009, då han medverkade i den Rob Zombie-regisserade skräckfilmen Halloween II. År 2015 gjorde han dessutom audition för rollen som Spider-Man, där han enligt uppgift var bland de tre bästa toppkandidaterna till denna roll. Han fick dock aldrig denna roll, utan den gick istället till Tom Holland.
År 2018 medverkade Matt Lintz, tillsammans med bland andra Daniel Brühl, i den Primetime Emmy Award-vinnande TV-serien The Alienist. Samma år spelade han även rollen som den äldre versionen av karaktären Henry, i den nionde säsongen av TV-serien The Walking Dead, där han dessutom gjorde ett gästframträdande under den tionde säsongen. Hans yngre bror, Macsen Lintz, spelade den yngre versionen av Henry, medan hans äldre syster, Madison Lintz, tidigare hade medverkat i de två första säsongerna av The Walking Dead.
I november 2020 blev det känt att Matt Lintz skulle spela rollen som Bruno Carrelli i Disney+/Marvel Cinematic Universe-serien Ms. Marvel. Serien hade premiär den 8 juni 2022, och pågick därefter i sex stycken avsnitt.

## Filmografi (i urval)

### Filmer
- 2009 – Halloween II[2]
- 2010 – The Crazies[2]
- 2011 – A Cinderella Story: Once Upon a Song[15]
- 2012 – Piranha DD[15]
- 2012 – What to Expect[6]
- 2014 – Kill the Messenger[16]
- 2015 – Pixels[15]
- 2016 – Free State of Jones

### TV-serier
- 2010 – Memphis Beat (TV-serie)[2]
- 2011 – Army Wives (TV-serie)[2]
- 2012 – Revolution (TV-serie)[6]
- 2013 – Banshee (TV-serie)[6]
- 2013 – Sleepy Hollow (TV-serie)[6]
- 2018 – The Alienist (TV-serie)[15]
- 2018–2019 – The Walking Dead (TV-serie)[17]
- 2022 – Ms. Marvel (TV-serie)[11]